# Sulfonamida
Em química, as sulfonamidas (sulfanilamidas) são as amidas de ácidos sulfônicos, com fórmula geral dada por –SO2NHR– para sulfonamida de aminas primárias e -SO2NRR' para sulfonamidas de aminas secundárias.
Em farmacologia, as sulfonamidas são um grupo de antibióticos sintéticos usados no tratamento de doenças infecciosas devidas a microorganismos, também conhecidas como sulfas.

## História
O primeiro membro do grupo, o corante prontozil, foi descoberto em 1935, pelo alemão Gerhard Domagk da farmacêutica de Farben.
A vida de Winston Churchill, ex-premier britânico, foi salva pela utilização desse medicamento quando o mesmo adoeceu em Cartago, Tunísia, em 1943.
A morte nos EUA de mais de cem pessoas devido ao lançamento de uma preparação de sulfonamida altamente tóxica por empresários pouco escrupulosos em 1938 foi importante impulso para a criação da agência reguladora de medicamentos dos EUA, a Food and Drug Administration (FDA).
Pós contendo sulfonamidas mais potentes foram dados aos soldados americanos durante a Segunda Guerra Mundial, com instruções para espalhá-lo nas feridas. Entre 1942 e 1943, experiências desumanas com sulfonamidas foram efetuadas nos detidos do campo de concentração de Ravensbrück pelos Nazis.

## Características

Exemplo de uma sulfonamida.

As sulfas constituem um pó branco, cristalino, inodoro e solúvel em água.

## Mecanismo de ação
As sulfonamidas são inibidoras competitivas da enzima bacteriana sintetase de dihidroperoato (são análogos do seu substrato o ácido para-aminobenzóico — PABA). A enzima catalisa uma reação necessária à síntese de ácido fólico, necessário para a síntese de precursores de DNA e RNA) nas bactérias. Consequentemente, o DNA bacteriano não é replicado e proteínas não são sintetizadas.
Como as células humanas obtêm o seu ácido fólico da dieta, e não possuem a enzima, não são afetadas. As bactérias, no entanto, são incapazes de absorvê-lo, e precisam produzi-lo, logo elas são afetadas nas doses usadas e param de se reproduzir.

## Síntese

exemplo de síntese de sulfonamida

As sulfonamidas são preparadas pela reação de um cloreto de sulfonila com amônia ou amina. Certas sulfonamidas (sulfadiazina ou sulfametoxazol) são algumas vezes misturadas ao fármaco trimetoprim, que atua contra a di-hidrofolato redutase.

## Indicações
- Infecções por Pneumocystis jiroveci (carinii) concomitantemente com trimetoprim.
- Com Primetamina na malária
- Infecção por Chlamydia trachomatis
- Cancro mole (não é uma neoplasia) causado pelo Haemophilus ducreyi, concomitantemente com trimetoprim
- Na doença inflamatória intestinal, não pelos seus efeitos antibióticos, mas pela sua acção anti-inflamatória.
- Em queimaduras infectadas.
- Aplicações contra bactérias Gram Negativas, como: Meningococos, Shigella, Escherichia coli, e Bactérias Gram Positivas, como: Estafilococos, Estreptococos, Clamídeas e Protozoários.

## Membros do grupo
- Sulfanilamida
- Sulfadiazina
- Sulfadimidina
- Sulfassalazina: uso na colite ulcerativa.
- Sulfametoxazol
- Sulfacetamida

## Resistência
Há genes espalhados em plasmídeos que conferem a algumas estirpes de bactérias resistência a este agente. As bactérias resistentes produzem enzimas não inibidas por este agente.

## Efeitos adversos possíveis
- Náuseas e vómitos
- Cefaleias
- Cianose em decorrência de metemoglobinemia
- Reacções de hipersensibilidade
- Danos hepáticos, depressão da medula óssea.
- Alergia a medicamentos deste grupo são muito comuns, porém poucas pessoas identificam, pois ocorrem na sua maioria no sangue do indivíduo com redução das contagens de hemoglobina, ocorre cansaço, fadiga, aceleração cardíaca, e podendo evoluir para anemia séria, e aplasia medular .
- Risco de hiperbilirrubinémia neonatal (se dados antes do parto)